# 美國選舉制度改革
美国选举改革是指改变美国选举和美国现行选举制度的一系列努力。
美国大多数选举只选一个人；由比例代表制选出的多名候选人的选举相对较少。典型的例子包括众议院，其成员由单一选区的多数票选举产生。在最近的十年一度的人口普查中，每个州的代表人数是按各州人口的比例确定的。地区界线通常在每次人口普查后重新划定。这一过程经常产生诸如杰利蝾螈这样的选区边界，目的是增加和确保执政党的多数席位，有时是为反对党成员提供稳得议席。这是增加在职者寻求连任优势的许多制度特征之一。参议院和总统也是通过简单多数选举产生的。然而，这些选举不受杰利蝾螈的影响（缅因州和内布拉斯加州的总统选举可能是个例外，因为这两个州的选举人票部分由国会选区分配）。
选举改革的建议包括推翻最高法院的决定在联合公民诉联邦选举委员会，公共和公民选举资金、资金、限制和透明度的即时决选投票、废除选举人制度或注销影响全国普选州际契约，并改善投票获得第三方等等。美国宪法赋予各州广泛的自由来决定如何进行选举，尽管一些细节（如禁止征收人头税）是联邦一级的强制规定。

## 现行体系的成本
选举的成本一直在上升，尤其是在美国的任何国家职位上。联邦选举委员会估计，2012年，“候选人、政党、政治行动委员会、超级政治行动委员会和政治上活跃的非营利组织”总共花费了70亿美元。《琼斯夫人》杂志表示，这笔钱被用来“左右选票上的种族”，并进一步指出，选举成本持续上升。 2010年的国会选举花费了大约40亿美元。
在四年的总统选举周期中，平均每年的开支不到30亿美元。
相对于主要的竞选捐款人，也就是裙带资本家(不管他们被指是“自由派”还是“保守派”)，这一数字是很小的。加图研究所发现，2012年美国联邦预算中，企业福利总额为1000亿美元。这只包括该研究所研究中明确指出的直接补贴。它不包括间接补贴，如税收减免、贸易壁垒、在“有限时间”之外扭曲的版权法以及美国宪法中提到的其他限制，也不包括其他扭曲美国外交和国防政策以造福美国以外的大公司和拥有大量经济利益的人。
其他研究估计，大型企业和超级富豪在游说和政治活动中每投入1美元，就能获得6至220美元的回报。
这种回报率提高了选举成本。为了获得下次竞选所需的资金，现任政客们花费大量时间向大型捐款人募集资金，而这些捐款人通常会向其竞争对手捐款，从而实现风险对冲。
每年30亿美元相当于美国3.16亿人每人10美元，相当于2012年1.3亿选民每人23美元。

## 选举制度改革的建议
乔希·西尔弗的《治愈政治腐败》将选举改革分为竞选资金、游说和选举管理三部分。
大多数提议的改革至少可以部分通过立法来实现，不过有些改革需要修改美国宪法。美国最高法院对“联合公民”案及相关裁决的裁决将需要一项宪法修正案来永久改变，已经有人提出了几项修正案。同样，一些拟议的竞选资金和/或竞选捐款限制制度已被宣布违宪；实施这些变化可能需要修改宪法。
然而，许多其他的改革似乎可以在不修改宪法的情况下实现。这些措施包括各种形式的政治竞选公共资金、信息披露要求和即时决胜投票。《美国反腐败法》是一系列似乎与美国最高法院现有裁决相符的改革措施之一，该法案由共和党人特雷弗·波特提出，波特曾在民主党总统比尔·克林顿任内担任联邦选举委员会主席。
2021年3月22日，自由之家发布特别报告指出，美国的选举制度使得两大党以外的任何第三勢力难以成为可行的替代选择，从而为美国越来越严重的政治极化奠定基础。报告提出三项改进建议：
1. 降低投票障碍。建议各州通过各种措施促进所有公民的投票行为。
2. 严格竞选财务法律，遏制金钱在政治中的影响力。建议联邦和州立法者聚焦竞选资金改革，改善政治广告透明度要求，防止滥用竞选资金。
3. 通过建立独立选区重划委员会以减少政治极化和极端主义。[10]
4. 2025 年美国平均收入：全国平均工资洞察